# NCIS: Los Angeles

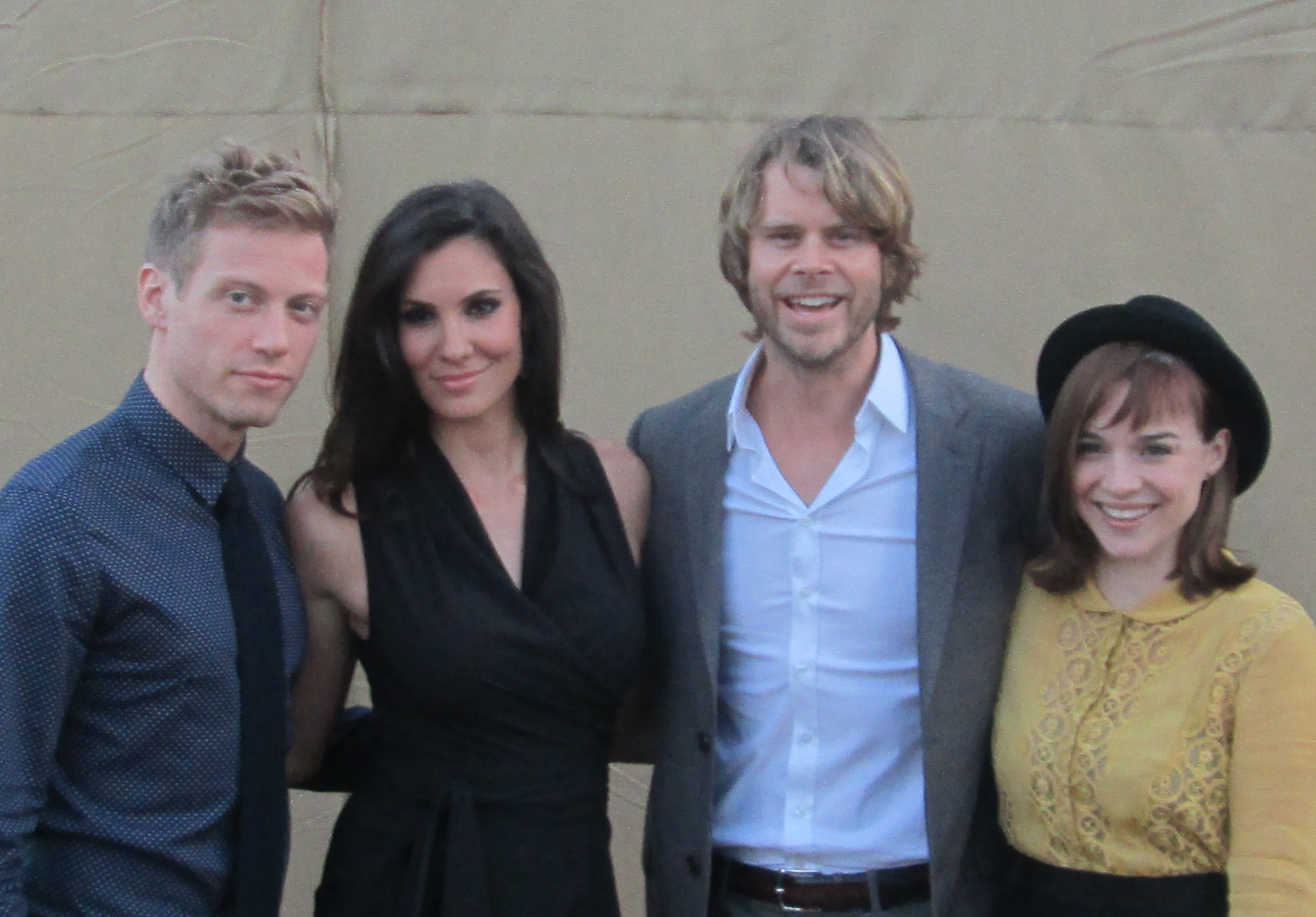
De la stânga la dreapta: Barrett Foa, Daniela Ruah, Eric Christian Olsen și Renée Felice Smith.

NCIS: Los Angeles (Naval Criminal Investigative Service tradus ca Serviciul Naval de Investigații Criminale) este un serial american de investigații criminale care urmarește o echipă ficțională de agenți speciali ai Serviciului Naval de Investigații Criminale.

## Legături externe
- Site web oficial
- NCIS: Los Angeles la Internet Movie Database
- NCIS: Los Angeles la TV.com